# Juan Agudelo
Juan Sebastián Agudelo (Manizales, 23 novembre 1992) è un calciatore colombiano naturalizzato statunitense, attaccante del San Antonio FC.

## Carriera

### Club
Ha iniziato la sua carriera calcistica nell'accademia dei New York Red Bulls. Nel 2009 gli fu offerta la possibilità di far parte della prima squadra, ma ha deciso di accettare una sperimentazione con i Millonarios, squadra colombiana. Anche se aveva firmato un contratto con i Millonarios, ritornò negli Stati Uniti per unirsi ai Red Bulls durante la loro pre-stagione. Con i Millonarios ha giocato con la squadra giovanile, anche in una partita contro il Club Deportivo Santa Fe il 17 gennaio, che è servita come un tributo al grande calciatore brasiliano Pelé.
Il 26 marzo 2010 ha ufficialmente aderito alla prima squadra del New York Red Bulls. Ha fatto il suo debutto professionale il 27 aprile 2010 in una partita di US Open Cup contro il Philadelphia Union.
Il 17 maggio 2012 passa ai Chivas USA.
Il 7 maggio 2013 passa al New England Revolution.
Il 9 agosto 2013 è stato annunciato dallo Stoke City che il giocatore ha siglato un pre-contratto con la formazione inglese. Il trasferimento avverrà a gennaio 2014.
Il 2 marzo 2021 si accasa al Minnesota United.

### Nazionale
Ha fatto parte della nazionale Under-17 statunitense al campionato mondiale di calcio Under-17 nel 2009. Nel 2010 ha debuttato anche nella nazionale Under-20 statunitense. Il 23 gennaio 2010 ha segnato un gol in una partita finita in pareggio per 1-1 contro il Brasile.
Nel 2010 ha esordito in nazionale maggiore con la maglia degli Stati Uniti, segnando il 22 gennaio 2011 il rigore nel pareggio per 1-1 contro il Cile. Ha quindi segnato il gol del definitivo pareggio per 1-1 nell'amichevole del 26 marzo 2011 contro l'Argentina.

## Palmares

### Nazionale
- Gold Cup: 1

Stati Uniti 2017